# Олборг
Олборг (дан. Aalborg) је четврти по величини град у Данској и највећи град северног дела државе. Град је седиште и највећи град покрајине Северне Данске, где са околним насељима чини једну од општина, Општину Олборг. Данас Олборг има око 125 хиљада становника у граду и око 200 хиљада у ширем градском подручју.
Олоборг је у међународним оквирима познат по веома чувеном Олборшком универзитету.

## Природни услови
Олборг се налази у северном делу Данске. Од главног града Копенхагена, град је удаљен 410 километара северозападно.
Рељеф: Олборг се налази у северном делу данског полуострва Јиланд. Град се образовао на ушћу некадашње реке Лим у Северно море (Категат). Градско подручје је равничарско. Надморска висина средишта града креће се од 0 до 25 m.
Клима: Клима у Олборгу је умерено континентална са утицајем Атлантика и Голфске струје.
Воде: Олборг се образовао на ушћу некадашње реке Лим у Северно море (Категат). Доњи део тока дате реке је доживео провалу мора 1825. године, после чега је ту образован морски рукавац и залив Лимски фјорд. Река Лим дели град на већи, јужни и мањи, северни део.

## Историја
Подручје Олборга било је насељено још у доба праисторије. Први помен насеља под данашњим називом везује се годину 1035. Насеље је 1342. г. добило права трговишта.
Најважнији датум у давнијој историји је 1516. г, када Олборг добио ексклузивна права да буде једина лука за увоз соли из Енглеске у Данску.
И поред петогодишње окупације Данске (1940-45.) од стране Трећег рајха град и његово становништво нису много страдали.

## Становништво
Данас Олборг има око 125 хиљада у градским границама и око 200 хиљада са околним предграђима.
Етнички састав: Становништво Олборга је до пре пар деценија било било готово искључиво етнички данско. Међутим, бројни усељеници из страних земља изменили су састав становништва.

## Привреда
Традиционалне гране привреде Олборга су и данас веома заступљене. Риболов је основно занимање ових људи и најразвијенији је приход добара. Постоје и фабрике цемента, дувана, текстила, хемијских производа, жестоких пића, бродоградња.
Последњих година привреда Олборга се све више заснива на полсовању и услугама. Такође, постојање великог и међународно значајног универзитета доприноси значајно градском благостању.

## Знаменитости града
Олборг има очувано старо градско језгро. Средњовековне грађевине су катедрала и болница из 15. века.

## Галерија
- Градска саборна црква, Будолфи црква
- Јомфру Ане гаде, улица боемске четврти Олборга
- Остатак прошлих епоха
- Градско бродоградилиште